# Marya Krasińska
Graciosa Maria "Marya" Krasińska o Maria Beatrix Krasińska (Varsavia, 25 luglio 1850 (o 1854) – 24 agosto 1884) è stata un membro della Szlachta polacca e latifondista. È ricordata come la controversa candidata al matrimonio con Re Carlo XV di Svezia nel 1871-1872.

## Biografia
Appartenente di nascita alla casata Krasiński essendo la figlia del poeta polacco conte Zygmunt Krasinski (morto nel 1859), e della contessa Eliza Branicka. Attraverso suo padre, era imparentata con la famiglia Radziwill e con la famiglia reale d'Italia: Casa Savoia. Dopo la morte del padre, ereditò una vasta fortuna e si trasferì a Parigi con la madre e suo patrigno, il conte Ludwik Krasinski. Maria era proprietaria anche delle tenute di Złoty Potok.

### Contendente al matrimonio reale
Dopo la morte della regina Luisa dei Paesi Bassi nel 1871, sarebbe stato Ohan Demirgian a suggerire a Carlo XV la contessa polacca Graciosa Krasińska, piuttosto che Thyra di Danimarca o una granduchessa russa, come candidata per il secondo matrimonio. Carlo XV intendeva risposarsi perché ciò avrebbe potuto permettere di generare un erede maschio al trono, e la ricchezza della sposa sarebbe stata di grande aiuto per le finanze. Alle obiezioni sul fatto che la Krasińska non fosse di stirpe reale, rispose che solo i principi, non i monarchi stessi, avevano il divieto di sposare persone non reali e in ogni caso, avrebbe fatto in modo che il suo parente, il re d'Italia, le conferisse lo status reale adottandola.
Krasińska, imparentata alla lontana con Casa Savoia, veniva descritta come una ragazza bella e milionaria dopo la morte del padre, e che ormai viveva a Parigi con la madre e il patrigno. A Demirgian, in collaborazione con l'ambasciatore ottomano a Parigi Yousouf Nabaraony Bey, sarebbe stato versato un milione per gestire i negoziati. Il piano era quello di dare a Krasińska lo status adeguato per un matrimonio non monogamico facendo diventare il patrigno un granduca spagnolo attraverso il suo parente, il monarca spagnolo, e poi conferirgli il titolo di Altezza Reale dal monarca italiano: così, Krasińska, sarebbe diventata Sua Altezza Reale Principessa Maria e sarebbe divenuta ammissibile come Regina di Svezia dopo il matrimonio con Carlo XV, con il loro potenziale figlio erede al trono di Svezia prima del fratello di Carlo XV.
Questi piani non furono apprezzati né dalla casa reale né dal governo svedese. Il ministro degli esteri Baltzar von Platen fece dei progetti per impedire il matrimonio, l'addetto della Legazione svedese a Torino si adoperò per impedire che il re italiano fosse coinvolto, e la madre del re, Giuseppina di Leuchtenberg, si recò a Madrid dalla coppia reale spagnola per chiedere loro di intercedere presso il re italiano per evitare di adottare Krasinska.
Nella primavera del 1872, Carlo XV aveva già nominato il suo seguito che lo avrebbe accompagnato in Svizzera per incontrarla. I piani naufragarono a causa della morte del re nel 1872.
Il 9 aprile 1877 Marya Krasińska sposò il conte Edward Aleksander Raczyński.